# Ophiura sarsii
Ophiura sarsii is een slangster uit de familie Ophiuridae. De wetenschappelijke naam van de soort werd in 1855 gepubliceerd door Christian Frederik Lütken.

## Beschrijving
Het lichaam van Ophiura sarsii bestaat uit een centrale schijf met een diameter tot 35 mm en vijf armen van ongeveer vier keer zo lang. Het is roodachtig of donkerder gekleurd, vaak wat gevlekt.

## Verspreiding en leefgebied
Deze soort is circumpolair. Aan de oostkust van de Atlantische Oceaan daalt het tot in Zuid-Ierland, terwijl het aan de westkust voorkomt tot 35 graden noorderbreedte. In de Grote Oceaan wordt hij zo ver naar het zuiden gevonden als Japan en Californië. In de Noordzee komt deze soort tot in het zuiden van Helgoland en de Nederlandse kust voor.

## Synoniemen
- Ophiura coriacea Lütken, 1855[1]
- Ophiura arctica Lütken, 1855[1]